# Antoinette Murat
Titre
Princesse Consort de Hohenzollern
17 octobre 1831 – 19 janvier 1847
(15 ans, 3 mois et 2 jours)
Antoinette Murat, née le 3 janvier 1793 à Labastide-Fortunière (France), et morte le 19 janvier 1847 à Sigmaringen, capitale de la principauté de Hohenzollern-Sigmaringen, est un membre de la Maison Murat. 
Nièce de Joachim Murat, grand-duc de Berg et de Clèves puis roi de Naples et beau-frère de Napoléon Bonaparte, elle épouse le prince Charles prince de Hohenzollern-Sigmaringen et devient ainsi princesse de Hohenzollern-Sigmaringen.

## Famille et éducation
Antoinette Murat est la fille posthume de Pierre Murat (1748–1792) et de Louise d'Astorg, mariés à Labastide-Fortunière le 26 février 1783. Son oncle Joachim Murat veille à lui assurer une éducation de qualité en la confiant aux bons soins de madame Campan.

## Mariage et postérité
Devenu grand-duc de Berg et de Clèves, prince de la Confédération du Rhin, Joachim Murat reçoit pour sa nièce une demande en mariage émanant du prince Antoine-Aloys de Hohenzollern-Sigmaringen pour son fils et héritier le prince Charles. Âgée de quinze ans, Antoinette épouse donc à Paris le 4 février 1808 le prince Charles de Hohenzollern-Sigmaringen.
Quatre enfants naissent de cette union :
- Caroline de Hohenzollern-Sigmaringen (1810-1885), qui épouse en 1839 le prince Frédéric de Hohenzollern-Hechingen (1790-1847) ;
- Charles Antoine de Hohenzollern-Sigmaringen, prince de Hohenzollern-Sigmaringen (1811-1885), qui épouse en 1834 la princesse Joséphine de Bade (1813-1900) ;
- Amélie de Hohenzollern-Sigmaringen (1815-1841), qui épouse en 1835 le duc Édouard de Saxe-Altenbourg (1804-1852) ;
- Frédérique de Hohenzollern-Sigmaringen (1820-1906), qui épouse en 1844 le marquis Joachim Pepoli (1825-1881).